# Linus Nileskog

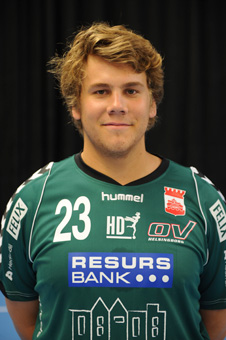
Linus Nileskog.

Linus André Nileskog, född 14 augusti 1990 i Landskrona, är en tidigare svensk handbollsspelare (mittsexa).

## Karriär
Nileskog började sin karriär i moderklubben GW Landskrona HK. Han började spela för OV Helsingborg 2009. 2017 hade han kvalat sex gånger till eliten utan att lyckas men 2017 lyckades OV Helsingborg till slut. Men lyckan blev kort för man ramlade ur högsta ligan direkt. Men följande säsong lyckades klubben ta sig till Handbollsligan på nytt. Efter slutet på säsongen 2019 förlängde han med OV Helsingborg. 2020 efter tio år med 243 matcher och 581 mål i klubben hade Linus Nileskog spelat flest matcher i klubbens historia. Han delar rekordet  med Michael Andersson som också spelat 243 matcher. Patrik Larsson har spelat 232 men med 1 070 gjorda mål. 2017-2018 spelade Nileskog 29 matcher i Handbollsligan och gjorde 40 mål och fick 26,76 i MEP vilket var sjätte bäst i OV Helsingborg men plats 96 i handbollsligan. Linus Nileskog är således en komplementspelare i OV Helsingborg inte en spetsspelare. Dessa komplementspelare är trots detta viktiga för ett handbollslag.